# 両替町

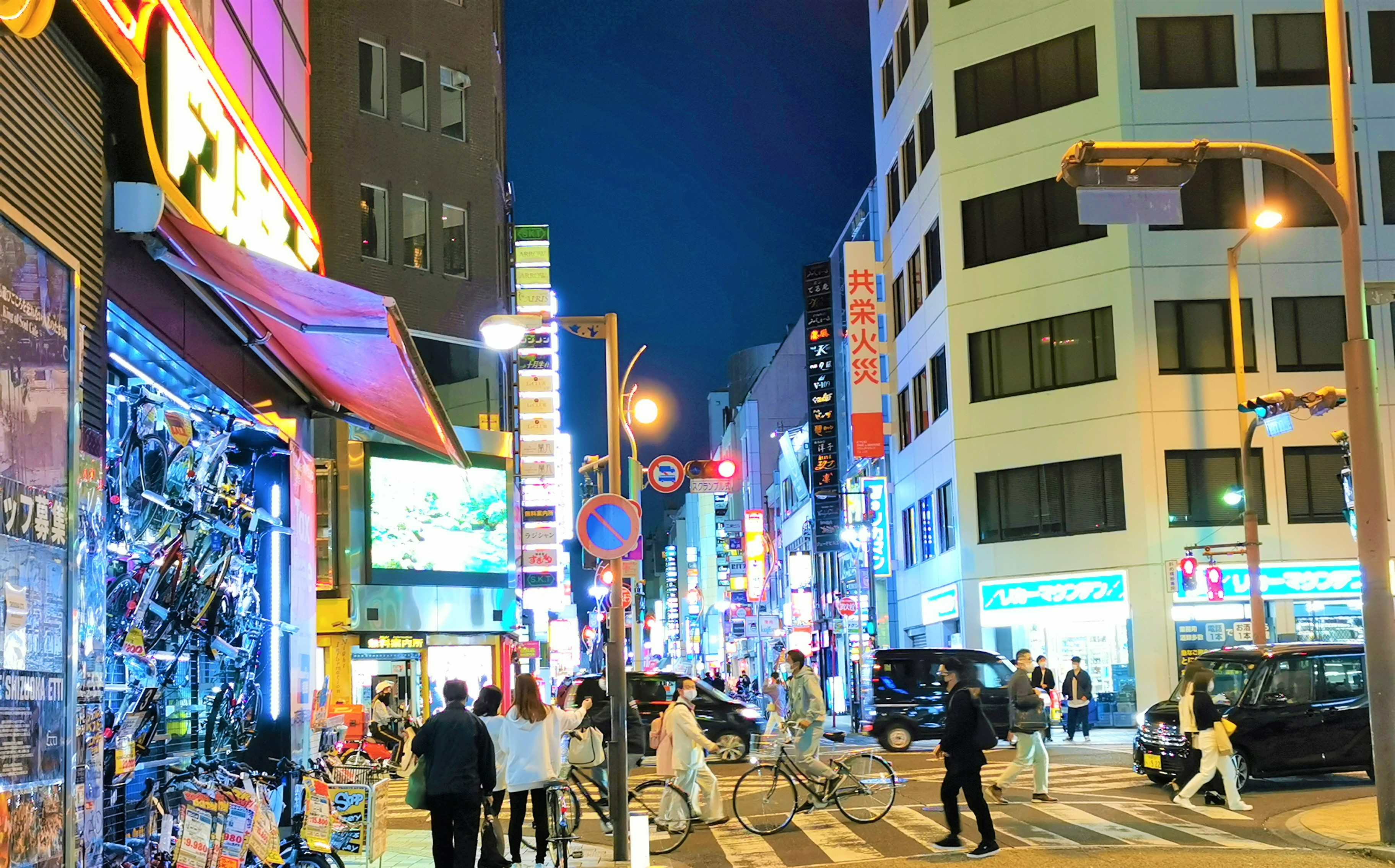
両替町交差点

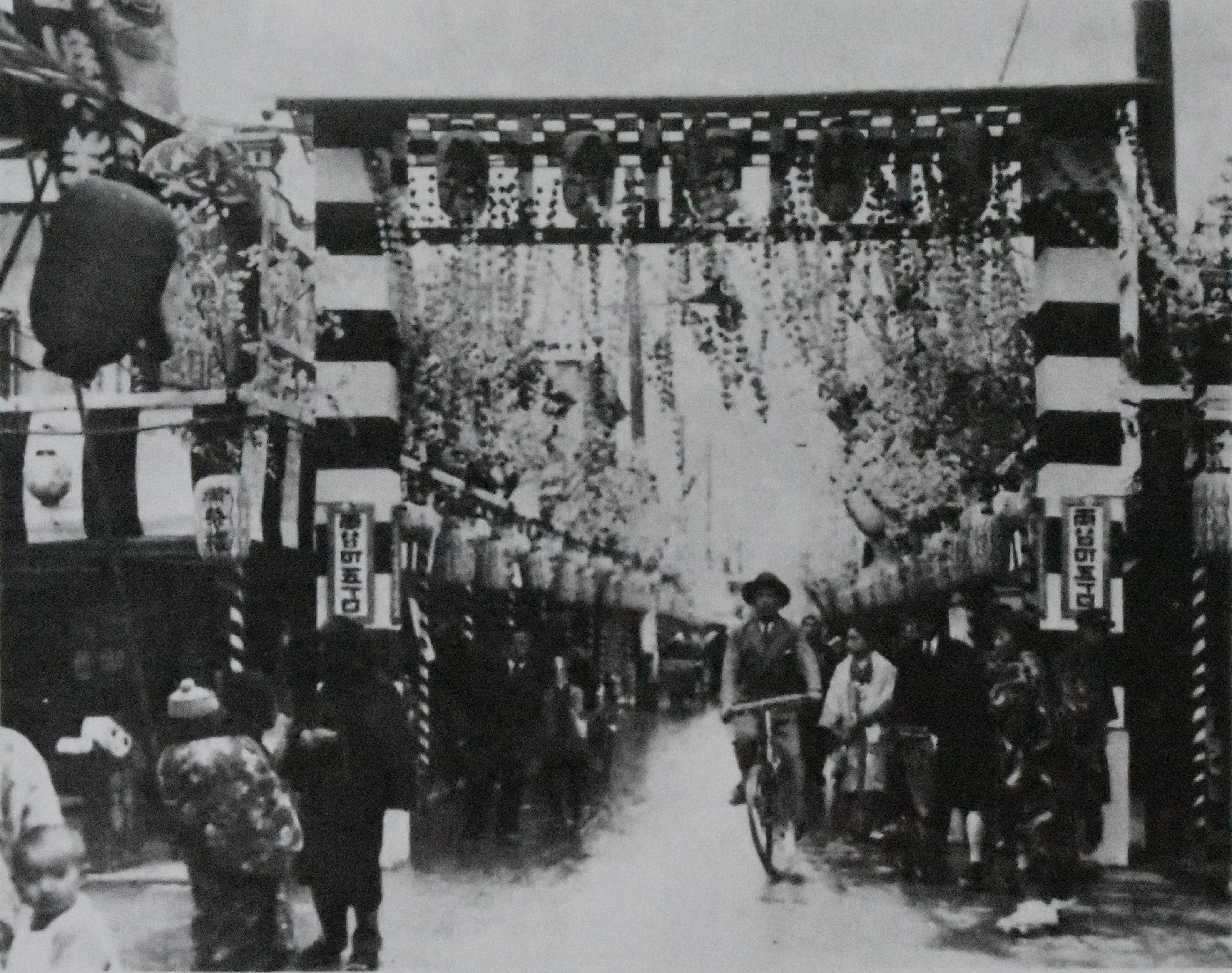
昭和8年（1933年）頃の「両替町の町飾り」

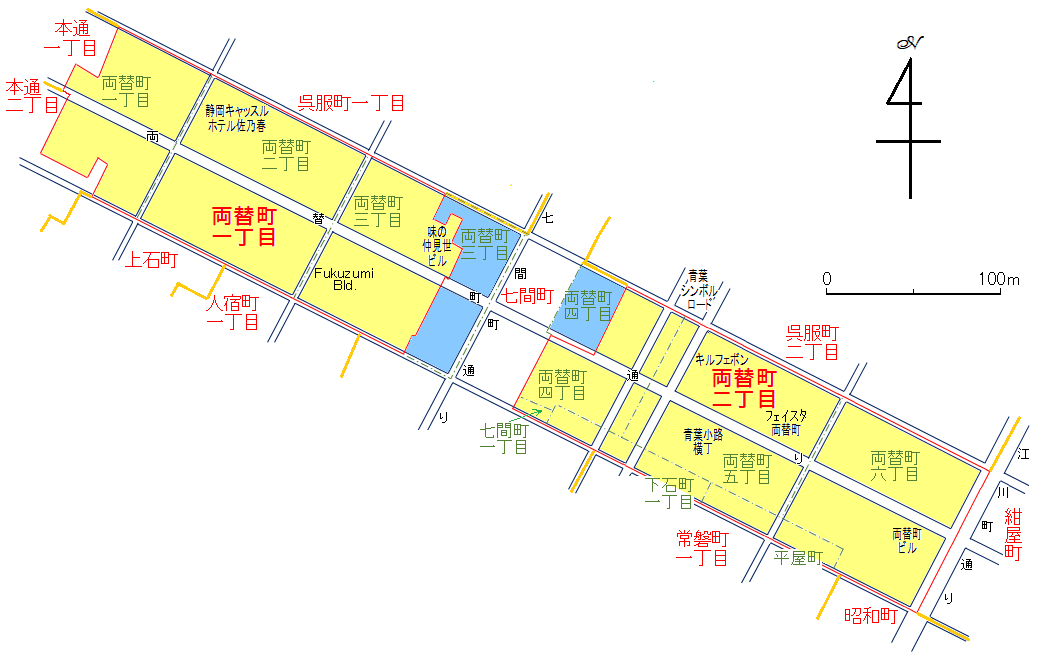
両替町の、現在と1942年以前の町域を表した地図赤線内の黄色の面・・・現在の両替町の町域　赤字・・・両替町周辺の現在の町名　黄線・・・現在の町界　青線・・・公道　黒字・・・町内の主要施設名　緑色の一点鎖線・・・旧町界　一点鎖線内の水色の面・・・旧両替町で現在は七間町となっている区域　緑字・・・旧町名

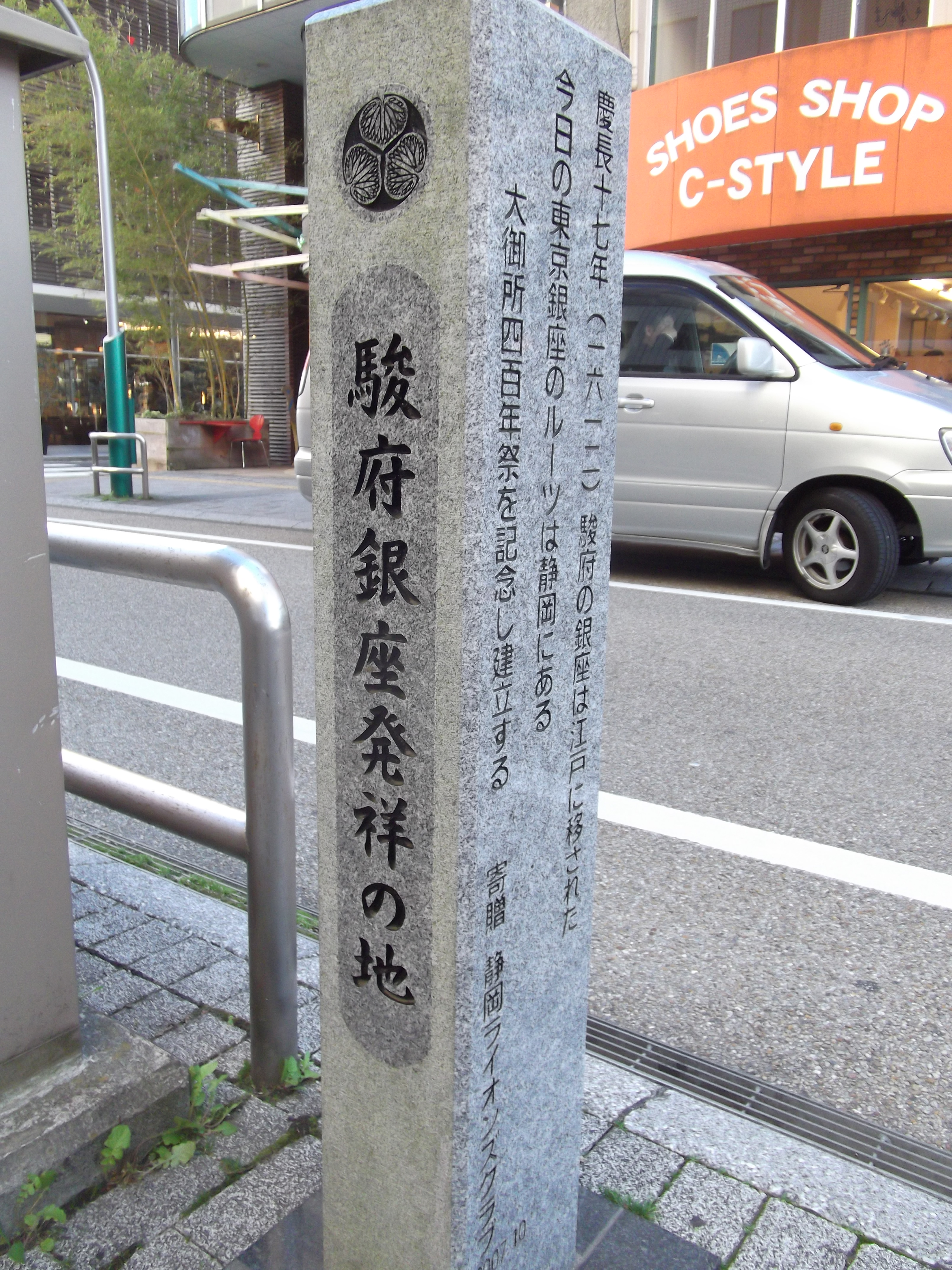
両替町一丁目にある、駿府銀座跡碑

両替町（りょうがえちょう）は、静岡市葵区の地名のひとつ。静岡市の代表的な歓楽街である。
江戸時代から続く町名の一つで、一丁目から六丁目までの6町からなっていたが、1940年の静岡大火後の町名整理により、旧・一丁目から三丁目が現・一丁目、旧・四丁目から六丁目が現二丁目の2町に改められた。なお、一丁目と二丁目は接しておらず、間に七間町が入っている。

## 歴史
両替町の地名は、慶長11年（1606年）、徳川家康によって銀貨鋳造所（銀座）が旧二丁目付近に設置されたことに由来する。この「両替」とは、銀座の業務として灰吹銀を買い入れ公鋳の丁銀と引き換えることである。また、この銀貨鋳造所の周辺には両替商が集積していた。家康が隠居した後の1612年、この銀貨鋳造所は駿府から江戸に移転した。この江戸に移転した銀貨鋳造所が置かれた土地が、東京都の銀座である。東京都の銀座は、江戸時代（特に慶長から寛永にかけて）には「新両替町」と呼ばれていた。銀貨鋳造所は京都にも置かれており、ここにも両替町の地名が残っている。
現在の静岡市の両替町（特に静岡駅に近い二丁目付近）は、静岡県最大の歓楽街となっている。

## 経済

### 産業
企業
- 三笑亭本店

## 世帯数と人口
2018年（平成30年）9月30日現在の世帯数と人口は以下の通りである。
| 丁目         | 世帯数  | 人口  |
| ------------ | ------- | ----- |
| 両替町一丁目 | 283世帯 | 417人 |
| 両替町二丁目 | 38世帯  | 71人  |
| 計           | 321世帯 | 488人 |

## 小・中学校の学区
市立小・中学校に通う場合、学区は以下の通りとなる。
| 丁目         | 番・番地等 | 小学校           | 中学校             |
| ------------ | ---------- | ---------------- | ------------------ |
| 両替町一丁目 | 全域       | 静岡市立葵小学校 | 静岡市立城内中学校 |
| 両替町二丁目 | 全域       | 静岡市立葵小学校 | 静岡市立城内中学校 |

## その他

### 日本郵便
- 郵便番号 : 420-0032[2]（集配局：静岡中央郵便局[6]）。

## ゆかりのある人物
- 大石貞治（三笑亭本店代表取締役社長、静岡県食肉事業協同組合連合会相談役）[7]
- 大石善吉（静岡県多額納税者、三笑亭本店、料理業、市食肉商組合長） - 大石乙次郎の養子である[8]。
- 澤田惣八（牛豚精肉卸小売、氷卸）[9] - 住所は両替町4丁目。